# Папоротник Барнсли

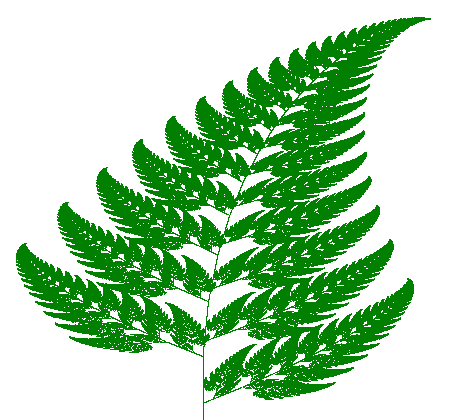
Папоротник Барнсли построенный с помощью VisSim

Папоротник Барнсли — фрактал, названый в честь британского математика Майкла Барнсли, впервые описан в его книге "Фракталы повсюду" (eng. Fractals Everywhere). 

## История
Папоротник Барнсли — это базовый пример множества самоподобия, т.е. математического объекта, совпадающего с частью себя.

## Построение
Папоротник Барнсли использует четыре аффинных преобразования. Формула одного преобразования выглядит следующим образом:
{\displaystyle f(x,y)={\begin{bmatrix}a&b\\c&d\end{bmatrix}}{\begin{bmatrix}x\\y\end{bmatrix}}+{\begin{bmatrix}e\\f\end{bmatrix}}}